# Скандалото
Ска̀ндалото е село в Северна България. То се намира в община Априлци, област Ловеч.

## География
Село Скандалото се намира в планински район на пътя между гр. Априлци (на 3 км от кв. „Зла Река“) и гр. Троян (на 17 км). Селото е разположено успоредно (от двете страни) на р. Видима.

## Население
Численост и дял на етническите групи според преброяването на населението през 2011 г.:
|                     | Численост | Дял (в %) |
| Общо                | 65        | 100,00    |
| Българи             | 65        | 100,00    |
| Турци               | 0         | 0,00      |
| Цигани              | 0         | 0,00      |
| Други               | 0         | 0,00      |
| Не се самоопределят | 0         | 0,00      |
| Неотговорили        | 0         | 0,00      |

## Културни и природни забележителности
Историческият каменен мост над реката оцелял от Възраждането е построен през 1872 г. от ученици на Колю Фичето и с труда на местните жители.
Църквата „Св. Архангел Михаил“ в селото също е от времето на османското владичество, като строежът ѝ е започнат през 1870 г., а е завършена и осветена през месец ноември на 1873 г. Това е една от малкото църкви, построени преди Освобождението от османска власт. За да бъде построена има согласително писмо от турския валия в Севлиево след прошение на селяните. Желанието на хората е било да се построи в местността „Костина могила“, където са се провеждали религиозните обреди и тържества, но са им поставили някои ограничения. На първо място църквата да не бъде на високо място, за да не се вижда отдалеч, да няма куполи и да изглежда външно като обикновен дом и на края – да няма камбанария. Естествено, това е било изпълнено. Въпреки това, вътрешно църквата е с формата на трикорабна базилика, а отвън има рядко срещаните каменни барелефи. Селото се гордее и със своето килийно училище, открито през 1859 г., както и с многото природни забележителности, като дълбоките, сини и прохладни вирове на все още чистата река Видима и красивите, вековни гори под стожера на котловината – връх Ботев. Тезата за съществуването му като населено място, съставено от няколко махали е, че датира от преди около 200 години преди Освобождението. През 1883 г. Скандалото е обявено за община, като се обединяват околните махали с център Скандалото и причислените към нея съседни села. За името има две версии: първата и най-правдоподобна е, че турците казвали на шума от малкия водопад под моста „скандалон“ – шум, шумлив, скандален, и от там идва името на селото. Втората е с по-хумористично съдържание: заради наличието на много механи и кръчми в Скандалото /по онова време/, често от другите махали слизали мъже, момци, овчари от кошарите, редовно се посбивали и вдигали глъч, врява и скандали, заради хубавите скандалски моми и булки...

## Туризъм
Туризмът в селото през последните години се развива с бързи крачки.

## Редовни събития
Редовно събитие е съборът на селото, който става всяка неделя около Архангеловден (Св. Архангел Михаил).